# Strzybnik (zámek)
Zámek Strzybnik (polsky Pałac Strzybnik nebo Pałac w Strzybniku) je ruina neoklasicistního zámku z 19. století. Nachází se ve vesnici Strzybnik ve gmině Rudnik v okrese Ratiboř v Ratibořské kotlině ve Slezském vojvodství v jižním Polsku.

## Historie zámku
Zámek Strzybnik byl postaven v polovině 19. století díky penězům spojeným s podmínkami závěti od šlechtičny Jadwigy Zofie von Drechsler z roku 1792. V roce 1919 byl zámek renovován a přestavěn. U paláce byly panské budovy (bývalá kovárna Strzybnik, stáje, lihovar, špýchar Strzybnik a mlýn). Od 19. století patřil palác rodině von Bischofschausen. Za druhé světové války v roce 1944 majitelé Fritz a Isabella von Bischofschausen zámek opustili. V roce 1945 byl zámek zestátněn a přešel pod správu místního zemědělského statku a následně chátral. I když je zámek památkově chráněn, dochovaly se z něj pouze ruiny. Zřícenina se nachází ve vzrostlém a zanedbaném zámeckém parku, kde jsou cenné stromy.

## Další informace
Budova se nachází v dezolátním stavu a hrozí zřícením.

## Galerie

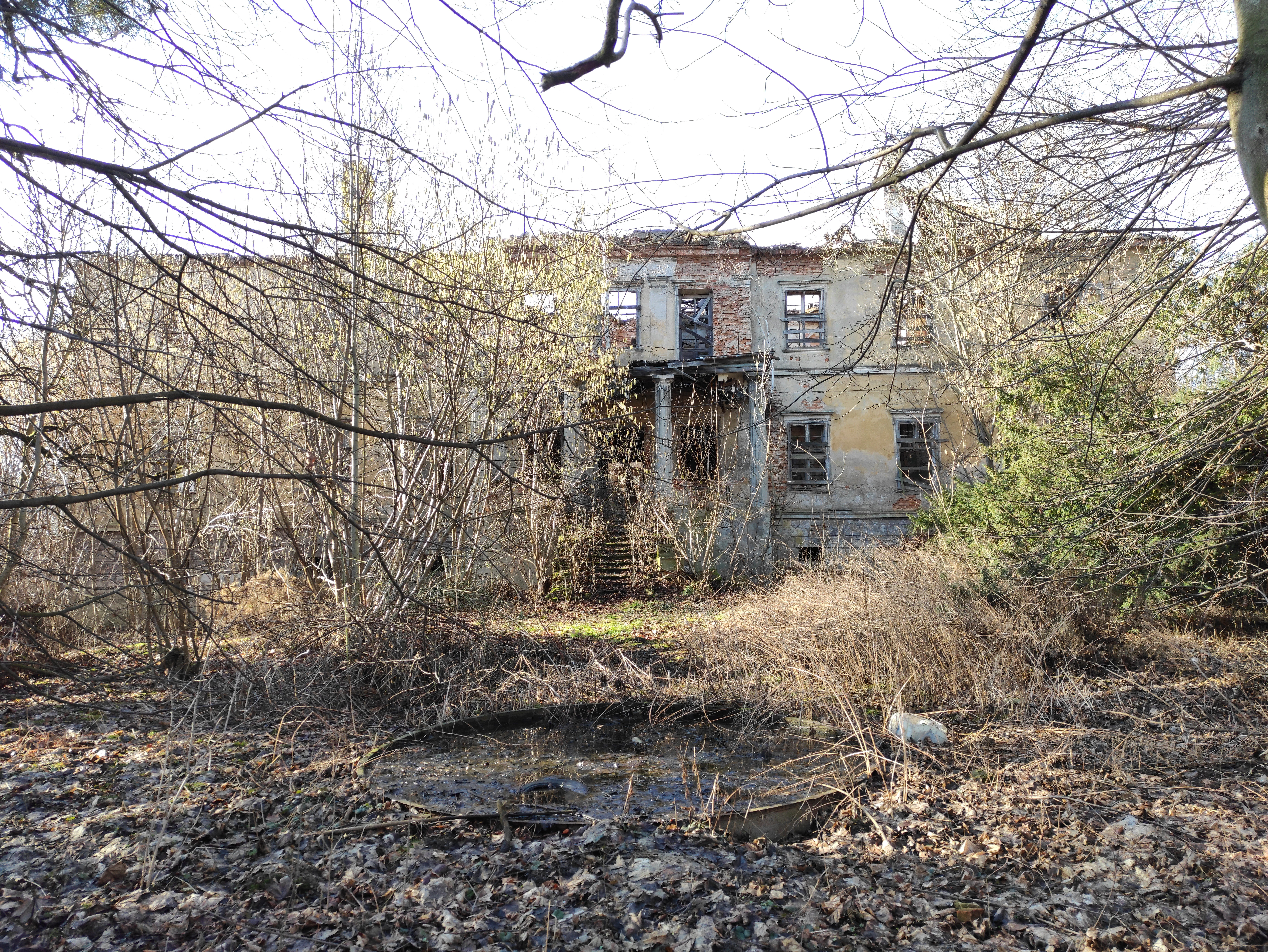
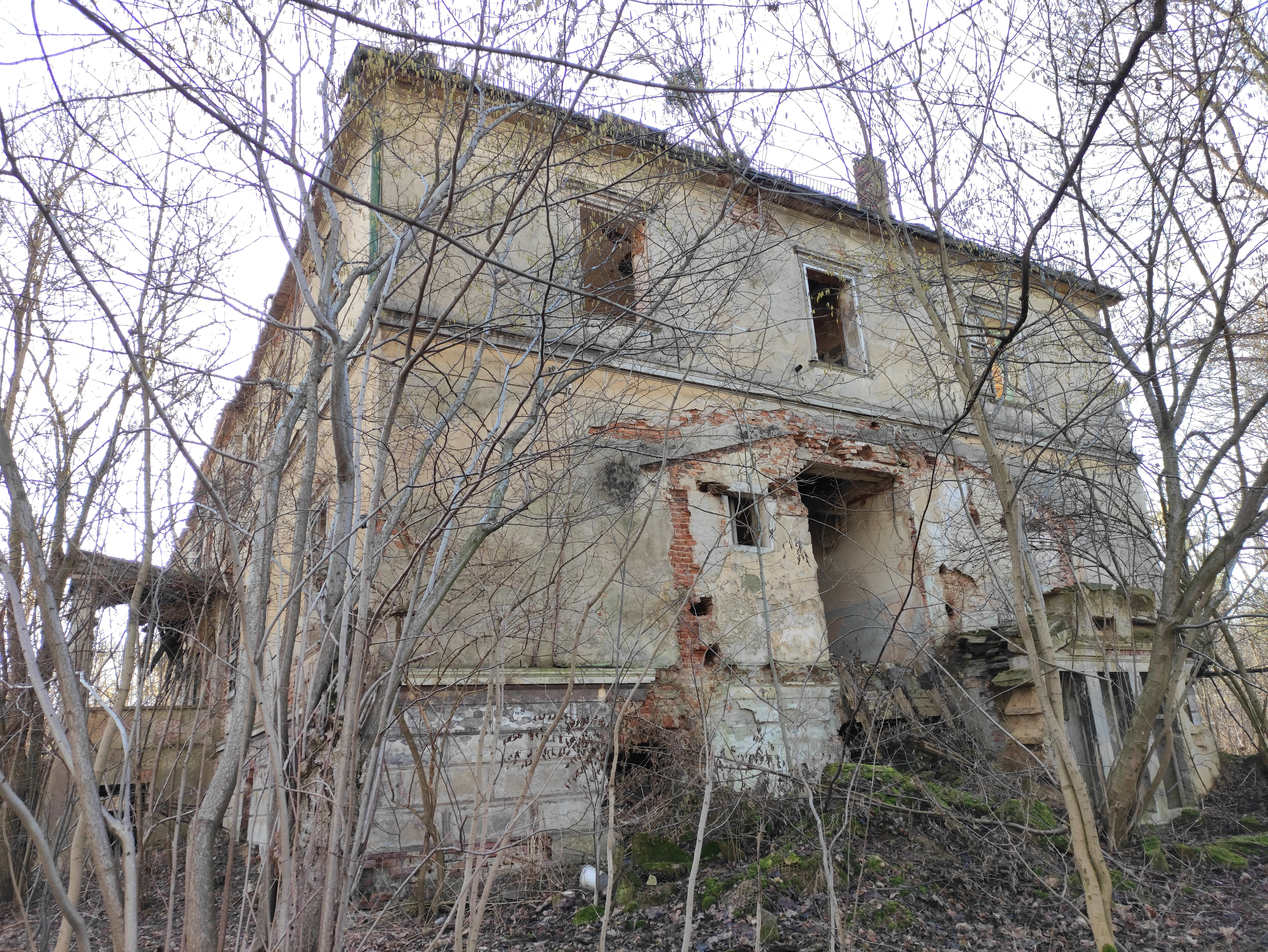
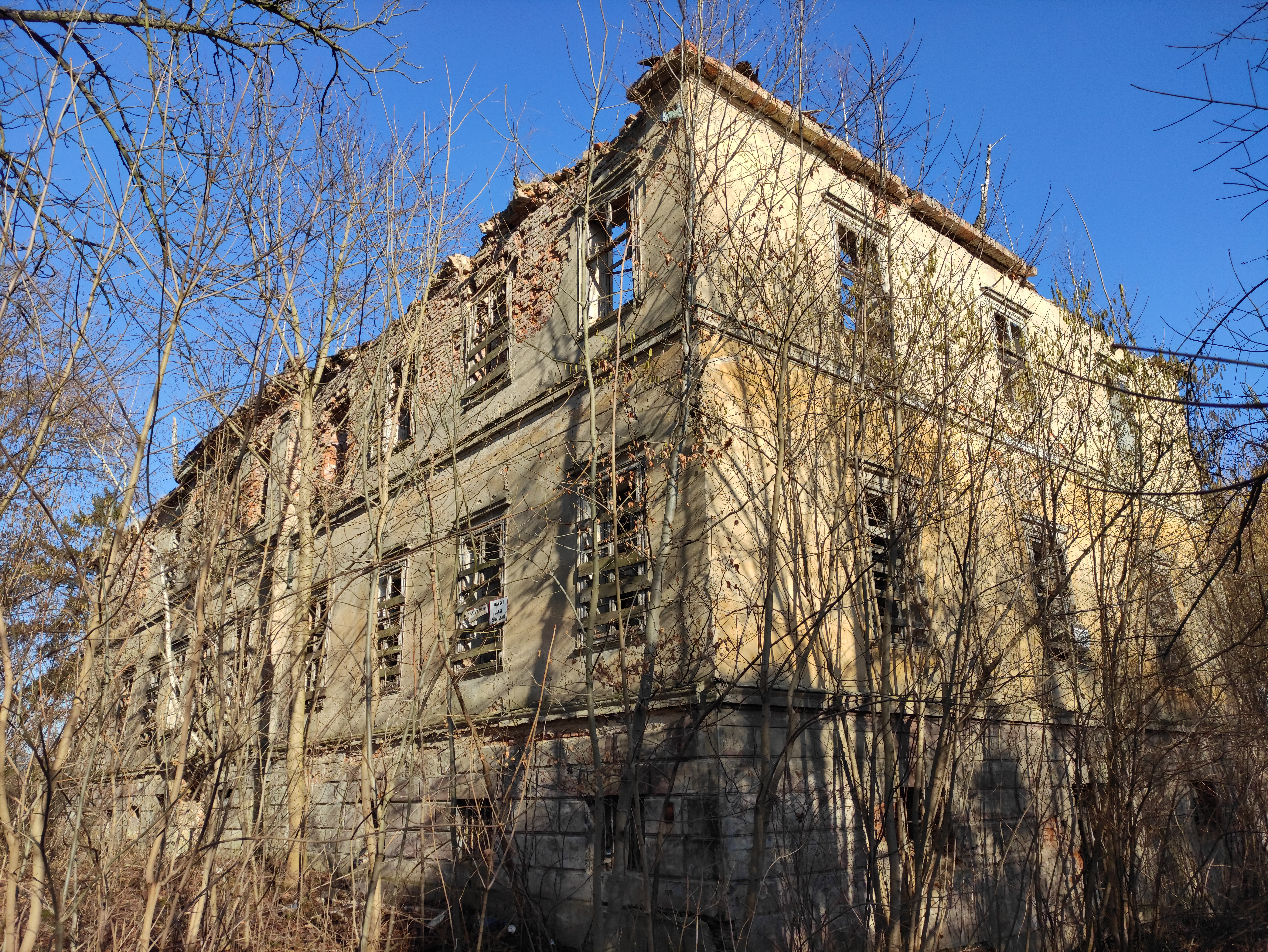
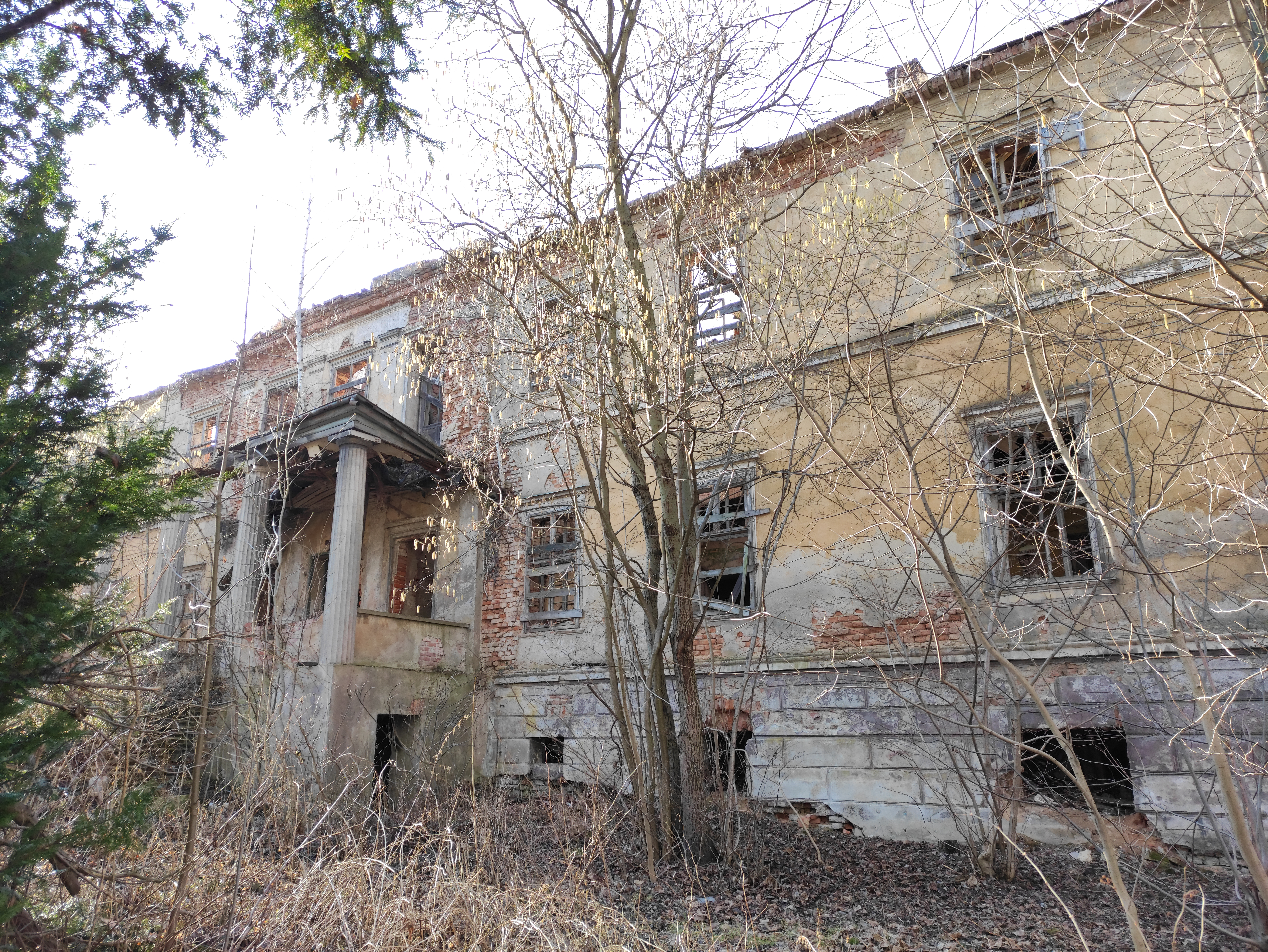
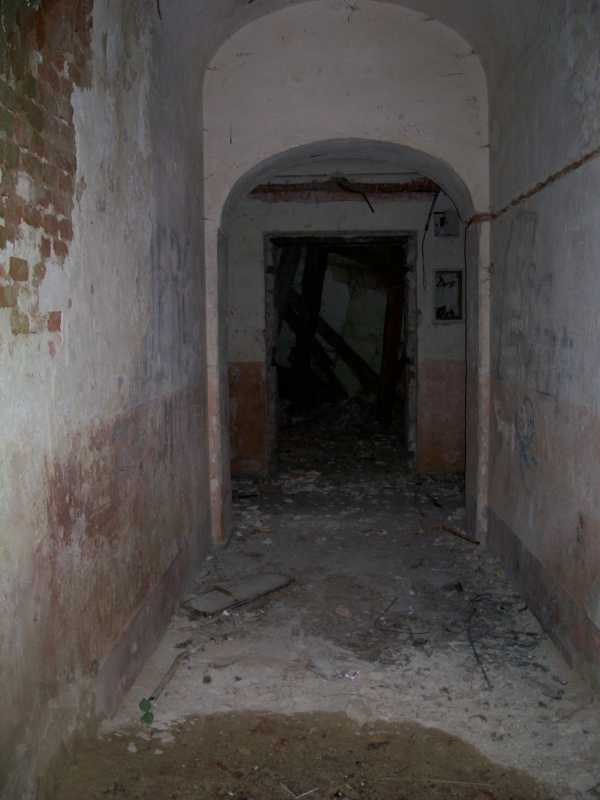